# Eleições estaduais no Espírito Santo em 2006
As eleições estaduais no Espírito Santo em 2006 ocorreram em 1º de outubro como parte das eleições gerais em 26 estados e no Distrito Federal. Foram eleitos nesse dia o governador Paulo Hartung, o vice-governador Ricardo Ferraço, o senador Renato Casagrande, 10 deputados federais e 30 estaduais. Como o candidato mais votado obteve um total superior à metade mais um dos votos válidos o pleito foi decidido em primeiro turno e conforme a Constituição a posse do governador e do vice-governador se daria em 1º de janeiro de 2007 para quatro anos de mandato já sob a égide da reeleição.
Economista formado na Universidade Federal do Espírito Santo, Paulo Hartung nasceu em Guaçuí e presidiu o Diretório Central dos Estudantes na instituição onde se formou. Membro do Comitê Brasileiro pela Anistia, integrou o PCB quando a legenda estava na clandestinidade e teve o MDB como sua primeira agremiação oficial. Eleito deputado estadual via PMDB em 1982, integrou a delegação capixaba presente no Colégio Eleitoral em 1985 e votou em Tancredo Neves. Reeleito deputado estadual 1986, migrou para o PSDB no curso do mandato. Em seu novo partido foi eleito deputado federal em 1990, votou a favor da abertura do impeachment de Fernando Collor em 1992 e no mesmo ano elegeu-se prefeito de Vitória. Eleito senador em 1998, saiu do partido e venceu a eleição para governador do Espírito Santo pelo PSB em 2002. Após trocar de partido foi reconduzido ao Palácio Anchieta em 2006 tornando-se o primeiro governador capixaba reeleito para o cargo, o primeiro a romper a barreira de um milhão de votos e o primeiro eleito pelo PMDB desde 1986.
Nascido em Cachoeiro de Itapemirim, o empresário Ricardo Ferraço pertenceu ao PDS e sua estreia na vida política aconteceu em 1982 ao eleger-se vereador em sua cidade natal. Seguindo o caminho de seu pai, Theodorico Ferraço, elegeu-se deputado estadual em 1990 e 1994 quando pertencia ao PTB e em seu segundo mandato presidiu a Assembleia Legislativa do Espírito Santo. A seguir chefiou a Casa Civil no governo Vitor Buaiz. Seu ingresso no PSDB ocorreu a tempo de eleger-se deputado federal em 1998, entretanto trocou de agremiação e foi candidato a senador via PPS em 2002. Derrotado, assumiu a Secretaria de Agricultura no primeiro governo Paulo Hartung, de quem foi eleito vice-governador em 2006, já de volta ao PSDB.

## Resultado da eleição para governador
Conforme os arquivos da Justiça Eleitoral foram apurados 1.716.394 votos nominais.
| Candidatos a governador do estado | Candidatos a vice-governador | Número | Coligação                                                        | Votação   | Percentual |
| --------------------------------- | ---------------------------- | ------ | ---------------------------------------------------------------- | --------- | ---------- |
| Paulo Hartung PMDB                | Ricardo Ferraço PSDB         | 15     | Unidade Capixaba (PMDB, PSDB, PFL, PTB, PPS, PP)                 | 1.326.175 | 77,27%     |
| Sérgio Vidigal PDT                | Bruno Polez Coelho PDT       | 12     | Espírito Santo para Todos (PDT, PAN, PHS, PRTB, PTC, PTN, PTdoB) | 373.474   | 21,76%     |
| Daniel Nascimento PSOL            | Rafael Furtado PSTU          | 50     | Frente de Esquerda (PSOL, PSTU, PCB)                             | 11.878    | 0,69%      |
| Oswaldo Figueiredo PSL            | Luciano Milanez PSL          | 17     | PSL (sem coligação)                                              | 2.775     | 0,16%      |
| Afonso Sarlo PSDC                 | Ricardo de Paula PSDC        | 27     | PSDC (sem coligação)                                             | 1.214     | 0,07%      |
| Elias Coelho PCO                  | Roberto Coelho PCO           | 29     | PCO (sem coligação)                                              | 878       | 0,05%      |

## Senador eleito

### Renato Casagrande
Natural de Castelo, Renato Casagrande formou-se, respectivamente, engenheiro florestal na Universidade Federal de Viçosa e advogado na Faculdade de Direito de Cachoeiro de Itapemirim. Militante do então clandestino PCdoB, em 1983 assinou sua filiação ao PMDB e no ano seguinte o prefeito Paulo Galvão o nomeou secretário municipal de Obras e Serviços Públicos de Castelo. Em 1987 ingressou no PSB e desde então foi eleito deputado estadual em 1990 e vice-governador na chapa de Vitor Buaiz em 1994, servindo-o como secretário de Agricultura. Derrotado ao disputar o governo capixaba em 1998, assumiu a Secretaria de Meio Ambiente da prefeitura de Serra a convite de Sérgio Vidigal. A seguir foi eleito deputado federal em 2002 e conquistou um mandato de senador em 2006.
Graças à eleição de Renato Casagrande para o governo estadual em 2010, sua cadeira senatorial foi entregue à assistente social Ana Rita Esgário.  Formada na Universidade Federal do Espírito Santo, nasceu em Conceição do Castelo e milita no PT desde 1987. Por esta agremiação foi eleita vereadora em Vila Velha em 1992 e 2000 e suplente de senadora em 2006.

## Resultado da eleição para senador
Conforme os arquivos da Justiça Eleitoral foram apurados 1.653.937 votos nominais.
| Candidatos a senador da República | Candidatos a suplente de senador                 | Número | Coligação                                                        | Votação   | Percentual |
| --------------------------------- | ------------------------------------------------ | ------ | ---------------------------------------------------------------- | --------- | ---------- |
| Renato Casagrande PSB             | Ana Rita Esgário PT Esmael Almeida PL            | 400    | Espírito Santo Presente (PSB, PT, PL, PCdoB, PRB, PSC, PV, PMN)  | 1.031.487 | 62,36%     |
| Max Mauro PDT                     | Saturnino Mauro PDT Altair Ferreira PDT          | 123    | Espírito Santo para Todos (PDT, PAN, PHS, PRTB, PTC, PTN, PTdoB) | 593.582   | 35,89%     |
| Afonso César Coradine PSOL        | Rita de Cássia Lima PSOL Maria Zalem Torres PSOL | 500    | Frente de Esquerda (PSOL, PSTU, PCB)                             | 20.675    | 1,25%      |
| Jorge Rody PSL                    | Afonso Ribeiro Machado PSL Valderli Pereira PSL  | 170    | PSL (sem coligação)                                              | 5.241     | 0,32%      |
| Fábio Lopes da Silva PCO          | Maria dos Anjos Coelho PCO Vera Gavazza PCO      | 290    | PCO (sem coligação)                                              | 2.952     | 0,18%      |

## Deputados federais eleitos
São relacionados os candidatos eleitos com informações complementares da Câmara dos Deputados.

Representação eleita
  PMDB: 4
  PDT: 2
  PSDB: 1
  PL: 1
  PT: 1
  PSC: 1

Fonteː
| Número | Deputados federais eleitos | Partido | Votação | Percentual | Cidade onde nasceu      | Unidade federativa |
| 1551   | Lelo Coimbra               | PMDB    | 120.821 | 6,94%      | Vitória                 | Espírito Santo     |
| 1212   | Sueli Vidigal              | PDT     | 118.127 | 6,79%      | Cachoeiro de Itapemirim | Espírito Santo     |
| 1544   | Camilo Cola                | PMDB    | 106.165 | 6,10%      | Conceição do Castelo    | Espírito Santo     |
| 4515   | Luiz Paulo Vellozo Lucas   | PSDB    | 100.570 | 5,78%      | Vitória                 | Espírito Santo     |
| 1519   | Rita Camata                | PMDB    | 74.997  | 4,31%      | Venda Nova do Imigrante | Espírito Santo     |
| 1545   | Rose de Freitas            | PMDB    | 73.049  | 4,20%      | Caratinga               | Minas Gerais       |
| 2222   | Neucimar Fraga             | PL      | 71.474  | 4,11%      | Itanhém                 | Bahia              |
| 1333   | Iriny Lopes                | PT      | 60.637  | 3,48%      | Lavras                  | Minas Gerais       |
| 1234   | Carlos Manato              | PDT     | 52.363  | 3,01%      | Alegre                  | Espírito Santo     |
| 2020   | Jurandi Loureiro           | PSC     | 33.863  | 1,95%      | Aracruz                 | Espírito Santo     |

## Deputados estaduais eleitos
Estavam em jogo 30 cadeiras na Assembleia Legislativa do Espírito Santo.

Representação eleita
  PTB: 4
  PSB: 4
  PDT: 4
  PMDB: 3
  PFL: 3
  PT: 2
  PL: 2
  PAN: 2
  PSDB: 1
  PSC: 1
  PMN: 1
  PP: 1
  PRP: 1
  PTdoB: 1

Fonteː
| Número | Deputados estaduais eleitos | Partido | Votação | Percentual | Cidade onde nasceu      | Unidade federativa |
| 15555  | Guerino Zanon               | PMDB    | 65.704  | 3,71%      | Linhares                | Espírito Santo     |
| 14111  | Theodorico Ferraço          | PTB     | 60.931  | 3,44%      | Cachoeiro de Itapemirim | Espírito Santo     |
| 45678  | César Colnago               | PSDB    | 48.122  | 2,72%      | Itarana                 | Espírito Santo     |
| 13456  | Cláudio Vereza              | PT      | 33.726  | 1,90%      | Aimorés                 | Minas Gerais       |
| 40240  | Paulo Foletto               | PSB     | 33.094  | 1,87%      | Colatina                | Espírito Santo     |
| 20000  | Reginaldo de Almeida        | PSC     | 28.633  | 1,62%      | Vitória                 | Espírito Santo     |
| 12789  | Wolmar Campostrini          | PDT     | 23.568  | 1,33%      | Vitória                 | Espírito Santo     |
| 14456  | Marcelo Coutinho            | PTB     | 23.190  | 1,31%      | Cariacica               | Espírito Santo     |
| 13123  | Carlos Casteglione          | PT      | 22.284  | 1,26%      | Itapemirim              | Espírito Santo     |
| 14100  | Hércules Silveira           | PTB     | 21.921  | 1,24%      | Cachoeiro de Itapemirim | Espírito Santo     |
| 14500  | Luzia Toledo                | PTB     | 21.598  | 1,22%      | Mimoso do Sul           | Espírito Santo     |
| 40800  | Janete de Sá                | PSB     | 21.077  | 1,19%      | Cariacica               | Espírito Santo     |
| 12450  | Maria Aparecida de Nadai    | PDT     | 21.065  | 1,19%      | Santa Rita do Itueto    | Minas Gerais       |
| 22000  | Vandinho Leite              | PL      | 20.593  | 1,16%      | Aimorés                 | Minas Gerais       |
| 40222  | Luciano Pereira             | PSB     | 20.233  | 1,14%      | Barra de São Francisco  | Espírito Santo     |
| 12444  | Euclério Sampaio Junior     | PDT     | 19.486  | 1,10%      | Cariacica               | Espírito Santo     |
| 25000  | Elcio Alvares               | PFL     | 19.450  | 1,10%      | Ubá                     | Minas Gerais       |
| 70123  | Vanildo Sarnaglia           | PTdoB   | 19.082  | 1,08%      | Itaguaçu                | Espírito Santo     |
| 26555  | Rafael Favatto Garcia       | PAN     | 17.956  | 1,01%      | Vila Velha              | Espírito Santo     |
| 40123  | Rodrigo Chamoun             | PSB     | 17.709  | 0,99%      | Brasília                | Distrito Federal   |
| 22333  | Robson de Souza Vaillant    | PL      | 17.136  | 0,97%      | Rio de Janeiro          | Rio de Janeiro     |
| 12600  | Josias da Vitória           | PDT     | 16.959  | 0,96%      | Colatina                | Espírito Santo     |
| 15789  | Luiz Carlos Moreira         | PMDB    | 16.930  | 0,96%      | Serra                   | Espírito Santo     |
| 25179  | Giulianno dos Anjos         | PFL     | 15.843  | 0,89%      | Barra de São Francisco  | Espírito Santo     |
| 33000  | Jardel dos Idosos           | PMN     | 15.780  | 0,89%      | Vitória                 | Espírito Santo     |
| 15311  | Sérgio Borges               | PMDB    | 14.727  | 0,83%      | Vitória                 | Espírito Santo     |
| 25800  | Ataydes Antônio Armani      | PFL     | 14.424  | 0,81%      | Linhares                | Espírito Santo     |
| 26123  | José Eustáquio de Freitas   | PAN     | 12.838  | 0,72%      | Conselheiro Pena        | Minas Gerais       |
| 11000  | João Carlos Lorenzoni       | PP      | 12.272  | 0,69%      | Vitória                 | Espírito Santo     |
| 44321  | Elion Vargas Teixeira       | PRP     | 11.329  | 0,64%      | Alegre                  | Espírito Santo     |